# عبد الرحمن المغيص
عبد الرحمن المغيص هو لاعب كرة قدم سعودي يلعب في نادي الهلالية معار من نادي التعاون

## مسيرة اللاعب
بدأ مع نادي التعاون وأعير إلى نادي الصقر ونادي الهلالية.